# لويس السادس عشر

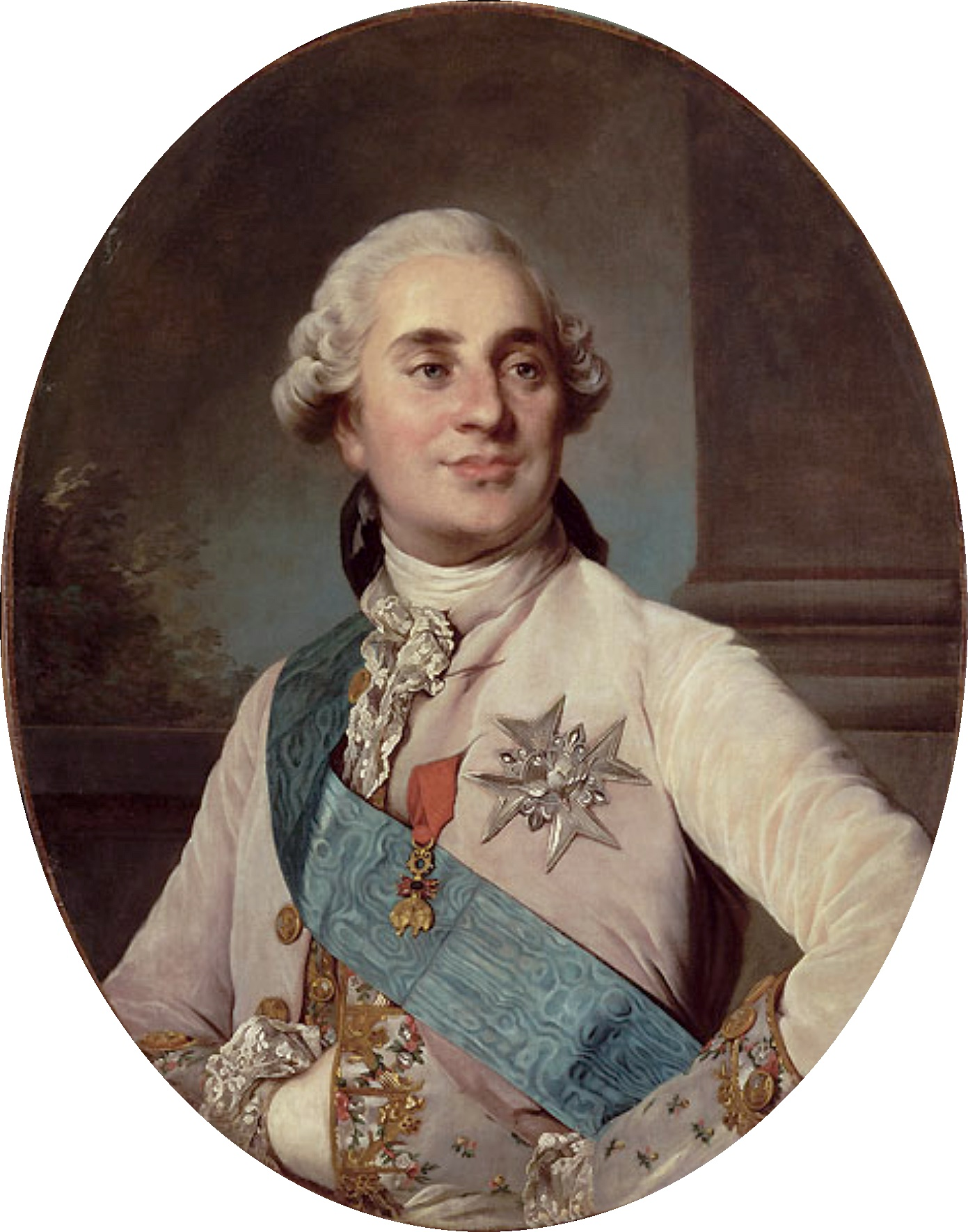
لويس السادس عشر في 20 من عمره

لويس السادس عشر (لويس أغسطس، وُلد في 23 أغسطس 1754 - توفي في 21 يناير 1793) آخر ملوك فرنسا قبل سقوط الملكية إبان الثورة الفرنسية. أُطلق عليه اسم المواطن لويس كابيه في الشهور الأربع التي سبقت إعدامه بالمقصلة. كان لويس السادس عشر ابن لويس دوفان فرنسا، وهو ابن الملك لويس الخامس عشر ووريث عرشه. أصبح لويس السادس عشر دوفان فرنسا بعد وفاة جده في العاشر من مايو عام 1774، وتقلّد لقب ملك فرنسا ونافارا، وملك فرنسا حتى 4 سبتمبر 1791، واستمرّ ملكًا حتى إلغاء الملكية في 21 سبتمبر عام 1792.
تميّزت فترة حكمه الأولى بمحاولات إصلاح الحكومة الفرنسية طبقًا لأفكار الحكم المطلق المستنير. شملت إصلاحاته إبطال العبودية وإلغاء الضريبة على الأرض وضريبة العمل (السخرة)، وتعزيز التسامح مع غير المسيحيين الكاثوليك، وإلغاء عقوبة إعدام الجنود الفارين من الخدمة العسكرية. أدت هذه الإصلاحات إلى نشوب عداوة بين الملك والنبلاء الفرنسيين، ونجح هؤلاء في منع تطبيق الإصلاحات. نجح لويس في إقرار رفع القيود عن سوق الحبوب الغذائية، مدعومًا بمساعي الوزير تورجو ذي التوجهات الليبرالية الاقتصادية، لكن رفع القيود أدى إلى زيادة أسعار الخبز. أدت السياسية السابقة إلى شحٍّ في الطعام إبان مواسم المحصول السيئة، خصوصًا موسم عام 1775 الذي دفع الناس إلى التمرد. منذ عام 1776، دعم لويس السادس عشر مساعي المستوطنين الأمريكيين الشماليين للاستقلال عن بريطانيا العظمى، وحصل ذلك في معاهدة باريس عام 1783. مع ذلك، ساهم الدين الناتج والأزمة المالية في تضاؤل شعبية النظام القديم. أدى ما سبق إلى اجتماع طبقات المجتمع عام 1789، فساهم استياء الطبقتين الوسطى والدنيا من المجتمع الفرنسي في تقوية المعارضة المناهضة للأرستقراطية والحكم الملكي المطلق، وهو الحكم الذي تجسّد في لويس السادس عشر وزوجته الملكة ماري أنطوانيت. تميّز العنف والتوترات المتزايدين بأحداث مثل اقتحام سجن الباستيل، حيث اضطر الملك لويس تحت تأثير أعمال الشغب في الشارع إلى الاعتراف قطعيًا بالسلطة التشريعية للجمعية الوطنية.
دفع تعصّب وتردد لويس بعض أطياف الشارع الفرنسي إلى وصفه برمز طغيان النظام القديم، فتدهورت شعبيته تدريجيًا. قبل 4 أشهر من إعلان الملكية الدستورية، بدا هروب لويس الفاشل إلى فارين بمثابة مبررٍ للشائعات التي تقول أن الملك ربط آمال خلاصِه السياسي باحتمالات حصول تدخلٍ خارجي. قُوّضت مصداقية الملك بشدة، وأصبح إبطال الملكيّة وتأسيس الجمهورية احتمالًا تزايدت فرصة حصوله. أدى نمو العداء لرجال الدين في أوساط الثوريين إلى إبطال ضريبة الزكاة وإقرار سياسات حكومية أخرى تهدف إلى اجتثاث المسيحية من فرنسا.
في إطار الحرب الأهلية والدولية، أُوقف لويس السادس عشر واعتُقل إبان تمرّد 10 أغسطس عام 1792. أُبطلت الملكيّة بعد شهر، وأُعلن عن قيام الجمهورية الفرنسية الأولى في 21 سبتمبر عام 1792. تعرّض لويس بعدها للمحاكمة على يد المؤتمر الوطني الفرنسي (الذي نصّب نفسه محكمةً لهذه المناسبة)، وحُكم عليه بالخيانة العظمى، وأُعدم بالمقصلة في 21 يناير عام 1793 تحت اسم المواطن لويس كابيه، بعد تدنيس منصبه وجعله مواطنًا فرنسيًا عاديًا، وكابيه هو لقب أوغو كابيه مؤسس السلالة الكابيتية، وقد اختار الثوريون لقبه ليكون لقب لويس أيضًا. كان لويس السادس عشر الملك الفرنسي الوحيد الذي يحاكم بالإعدام، وجلب موته نهاية نحو ألف سنة من الحكم الملكي المستمر لفرنسا. توفي ابناه في مرحلة الطفولة، وكانت ماريا تيريزا الطفلة الوحيدة التي بلغت سن الرشد قبل استعادة آل بوربون عرش فرنسا، لكن ماريا تيريزا مُنحت للنمساويين مقابل الإفراج عن سجناء حربٍ فرنسيين، وتوفيت الأخيرة بلا أطفالٍ في عام 1851.

## طفولته
عندما توفي والده بمرض السل في 20 ديسمبر عام 1765، أصبح لويس أغسطس دوفان فرنسا مع أن عمره 11 عامًا. لم تشفَ والدته من فقدان زوجها إطلاقًا، وتوفيت في 13 مارس عام 1767 بعد إصابتها أيضًا بالسل الرئوي. تلقى لويس تعليمًا صارمًا ومحافظًا من دوق فوغويون (أو حاكم أطفال فرنسا مثلما يُكنّى)، منذ عام 1760 وحتى زواجه في عام 1770، لكن دوق فوغويون لم يحضّره لاستلام العرش الذي ورثه في عام 1774 بعد وفاة جده لويس الخامس عشر. تلّقى لويس أغسطس أثناء تعليمه مزيجًا من الدراسات التي تركز على الدين والفضيلة والإنسانيات. قد يكون لمدرّسيه دورٌ مساعد في تكوين شخصيته التي تميّزت بكونه ملكًا مترددًا. علّمه مدرّسه الراهب برتير أنّ الحياء من القيم التي يتميّز بها الملوك الأقوياء، وعلّمه الراهب سولديني، وهو كاهن لويس المختص بالاعتراف، ألا يدع الناس تقرأ ما يدور في ذهنه.

## حياته الزوجية
تزوّج لويس أغسطس الأرشيدوقة ماريا أنطونيا من آل هابسبورغ (وتُعرف باسمها الفرنسي ماري أنطوانيت) في 16 مايو عام 1770، وكان عمر لويس حينها 15 عامًا، في حين تصغره ماري بسنة. كانت ماري أنطوانيت من أولاد خاله البعيدين، وهي الابنة الصغرى لرأس الإمبراطورية الرومانية المقدسة فرانسيس الأول وزوجته الإمبراطورة ماريا تيريزا.
لاقى الزواج ردًا عنيفًا من طرف المجتمع الفرنسي. جلب تحالف فرنسا مع النمسا نتائجًا كارثية إبان حرب السنوات السبع، فهُزمت فرنسا حينها على يد البريطانيين والبروسيّين في أوروبا وأمريكا الشمالية. بحلول فترة زواج لويس أغسطس وماري أنطوانيت، لم يكن الشعب الفرنسي معجبًا بالتحالف مع النمسا، ونُظر إلى ماري أنطوانيت نظرة الغريب غير المرّحب به. أما من ناحية الزوجين، فكانت علاقتهما الزوجية لطيفة، لكنها باردة أيضًا. دفعت عدة أسباب إلى فشل عمليّة إتمام الزواج، مثل خجل لويس وسنّ العروسين الصغير وضعف خبرتهما (كان كلّ منهما غريبًا عن الآخر، فلم يلتقيا سوى يومين قبل الزواج). خشي لويس أيضًا أن تتلاعب به ماري لتحقيق أهدافها بعد أن أصبحت إمبراطورية، ما دفعه إلى التصرّف معها ببرودة في المناسبات العامة. ازداد تقارب الزوجين مع مرور الوقت، ويُقال أن إتمام الزواج حصل في شهر يوليو عام 1773، لكنه لم يحصل في الحقيقة إلا بعد سنة 1777.
شهدت علاقتهما مزيدًا من الإرهاق جراء فشلهما في إنجاب وريثٍ للعرش إبان السنوات الأولى من الزواج، وتفاقم سوء العلاقة بعد نشر منشورات فاحشة تسخر من عقم الزوجين. جاء في أحد المنشورات سؤال: «هل يتمكن الملك من فعلها؟ ألا يستطيع الملك فعلها؟».
نوقش سبب فشل الزوجين في إنجاب الأطفال إبان تلك الفترة، واستمرّ النقاش حول هذا الشأن منذ ذلك الحين. يشير أحد الاقتراحات إلى معاناة لويس من اضطراب فسيولوجي، ويُعتقد أنه تضيّق القلفة أو الشبم، وهو ما اقترحه الأطباء الملكيون في أواخر العام 1772.

## روابط خارجية
- لويس السادس عشر على موقع الموسوعة البريطانية (الإنجليزية)
- لويس السادس عشر على موقع إن إن دي بي (الإنجليزية)